# Ґустаф Свенссон
Ґустаф Свенссон (швед. Gustaf Svensson, 17 березня 1882 — 13 липня 1950) — шведський яхтсмен.
Срібний призер Олімпійських Ігор 1920 року в класі 40 м².